# Copa Juan R. Mignaburu
La Copa Juan R. Mignaburu è stata una competizione calcistica disputata tra il 1935 e il 1943 tra la Nazionale argentina e Nazionale uruguaiana.

## Storia
La Copa Juan R. Mignaburu fu disputata per la prima volta nel 1935 ad Avellaneda e vide la vittoria finale dell'Argentina. Quella vittoria fu seguita da altri quattro successi per la selezione argentina, che vinse per 1-0, 1-0, 5-0, e 3-3, ma le venne assegnato il titolo essendo la vincitrice dell'edizione precedente. Fu uno dei primi tornei a consentire tre sostituzioni alle squadre in campo: la FIFA adottò ufficialmente questa regola circa trent'anni dopo.

## Albo d'oro
- 1935: Argentina
- 1936: Argentina
- 1938: Argentina
- 1940: Argentina
- 1943: Argentina